# Шпреуштейн
Шпреуштейн (рос. шпреуштейн; англ. spreushtein; нім. Spreustein m) — псевдоморфоза натроліту та гідрооксидів алюмінію по нефеліну. Існує у вигляді аґреґату сплутано-волокнистої структури. Зустрічається у нефелінових сієнітах. Від нім. spreu — полова і stein — камінь (A.G.Werner, 1811).
Синонім — Камінь полов'яний.
Дотичні терміни:
- Шпреуштейнізація — процес переходу нефеліну у шпреуштейн.